# Kadohadacho (konfederacija)
Kadohadacho /= "real chiefs," kadi=chief/, plemenski savez američkih Indijanaca jezične porodice Caddoan nastanjenih nekada u sjeveroistočnom Teksasu. Ovom labavom savezu pripadala su plemena Cahinnio, Kadohadacho, Nanatsoho (Nadsoo, Natsoho, Natsvto), Upper Nasoni, Upper Natchitoches i Upper Yatasi. Od susjednih plemena, zbog svoga običaja bušenja nosova i nošenja nosnog nakita nazivani su imenima  'probušeni Nosovi' , koje kod Kiowa glasi Ma'-seip'-kiH, ili  'narod probušenih nosova' , Tani'bänen, kod Arapaha i Otä's-itä'niuw' kod Šajena.
Njihovi potomci danas zajedno s ostalim Caddoanskim skupinama Hasinai i Natchitoches žive pod imenom Caddo u Oklahomi.

## Vanjske poveznice
- Kadohadacho Confederacy